# Kyrksæterøra
Kyrksæterøra este o localitate din comuna Hemne, provincia Sør-Trøndelag, Norvegia, cu o suprafață de 2,26 km² și o populație de 2.502 locuitori (2013).